# Snijdersbank

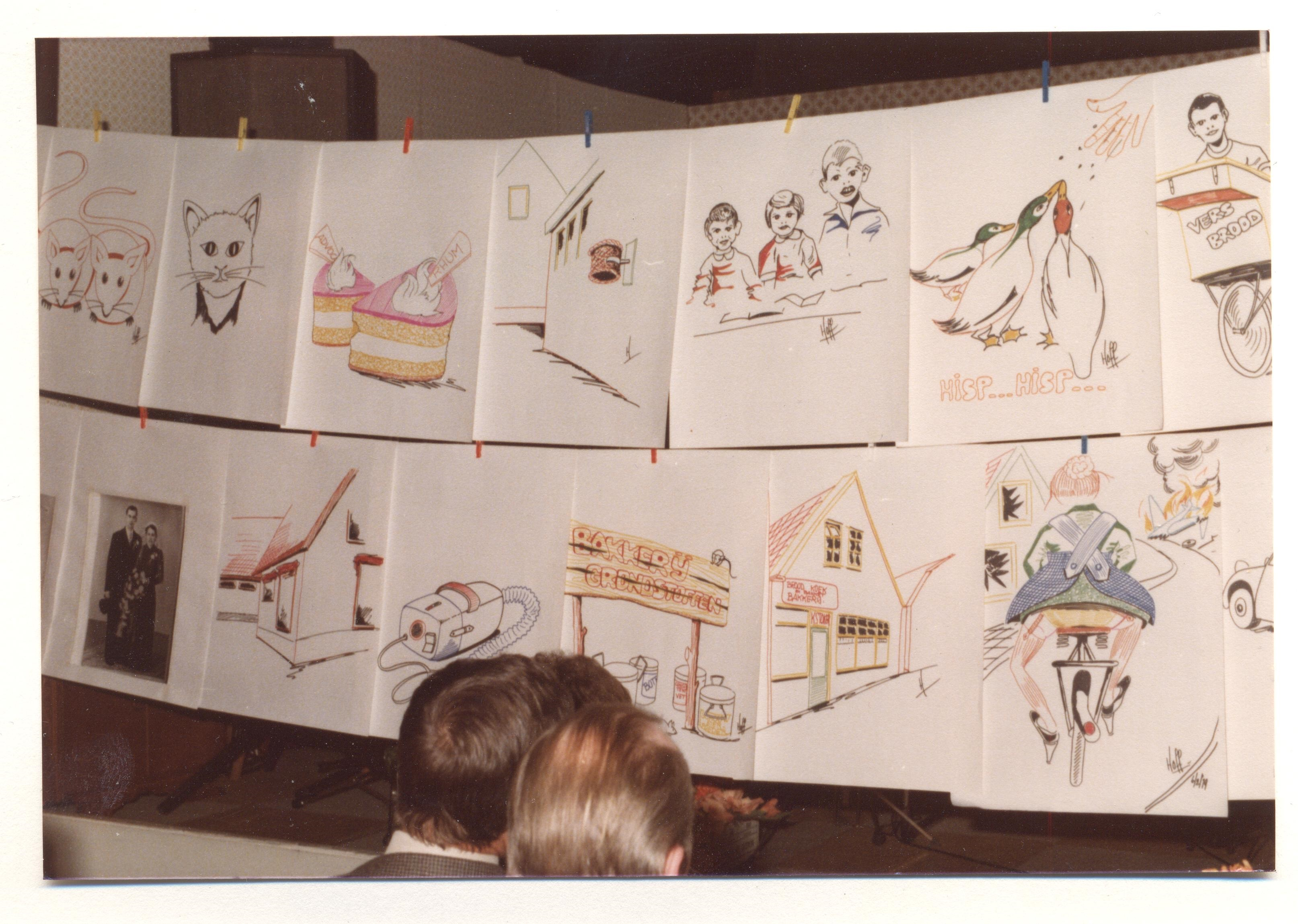
Schnitselbank

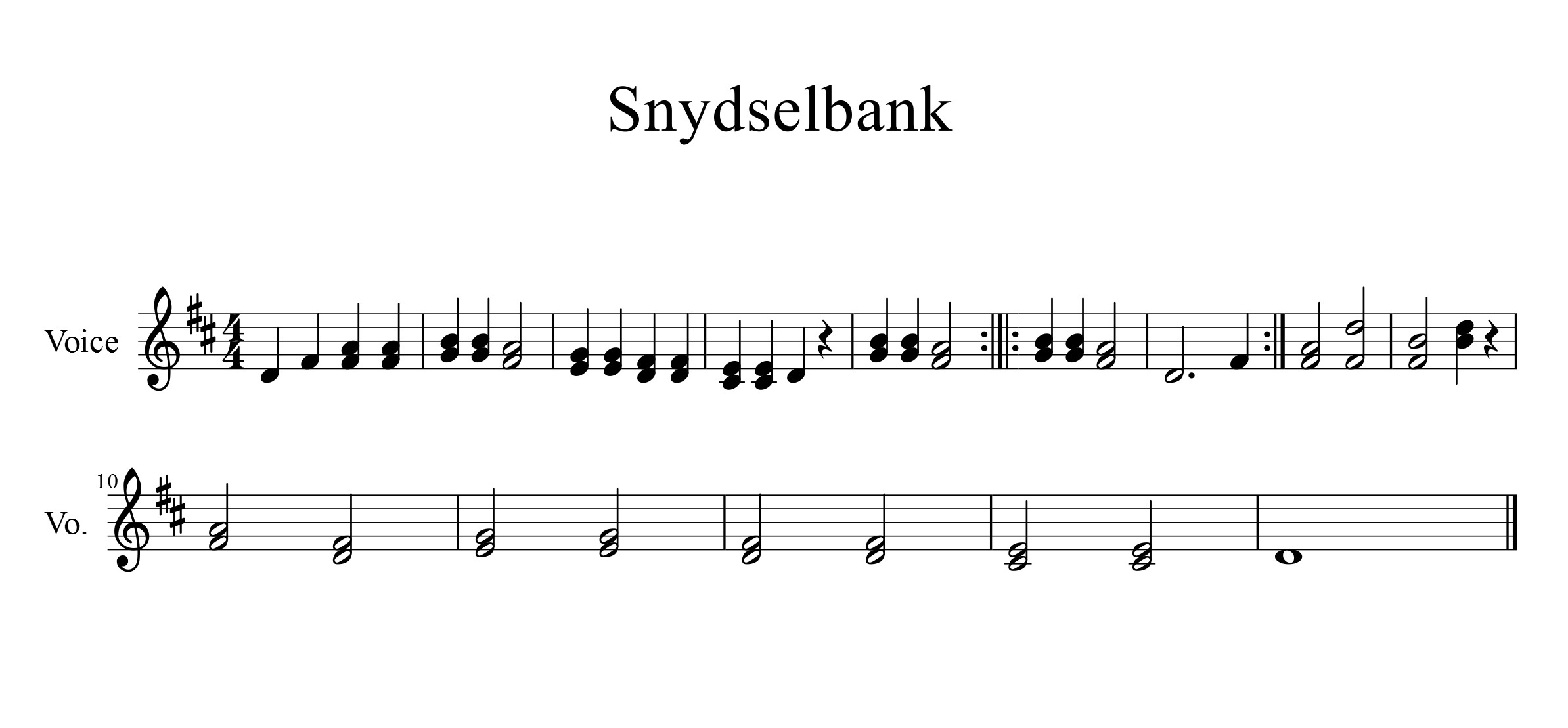
Schnitselbanksong

Een snijdersbank of schnitselbank is een bijzondere vorm van een stapellied. Een voorzanger zingt een vraag, de groep antwoordt, waarna het stuk toegevoegd wordt aan het refrein, wat het tot een stapellied maakt.
De liedvorm is afkomstig uit het Duits, waar het een Schnitzelbank of Hobelbank of meer algemeen Bänkelsang heet. Het oorspronkelijke lied, vertaald uit het Duits, handelt namelijk over een 'snijdersbank', een werkbank voor houtsnijwerk. Het repetitieve lied werd gezongen om de arbeid te verlichten en startte met de vraag en het antwoord:
En is dat hier een snijdersbank?
Ja, dat is een snijdersbank! 
Later werd de vorm van dit lied overgenomen om tal van onderwerpen te bezingen, of typisch bij het huldigen van een jarige of een gepensioneerde. Onder andere Samson en Gert namen een versie op van de snijdersbank, met een aangepaste tekst aan de thematiek van dit kinderprogramma.